# Смена-8
Сме́на-8 — шкальный советский фотоаппарат, выпускавшийся объединением ЛОМО с 1963 по 1971 год.
«Смена-8» считается самым массовым в мире фотоаппаратом, суммарный выпуск которого вместе с моделью «8М» превысил 21 миллион экземпляров. По некоторым данным более точная цифра составляет 21 041 191 штук (по 1995 год включительно).
«Смена-8» отличалась от «Смены-7» и более ранних моделей полной блокировкой головки перемотки плёнки. На ранних моделях «Смен» после перемотки отснятого кадра происходила блокировка зубчатого колеса счётчика кадров, головка перемотки плёнки не блокировалась. Если фотолюбитель продолжал её вращать, не обращая внимание на возникшее небольшое сопротивление — то при чрезмерном усилии мог порвать перфорацию фотоплёнки.
Впервые на «Сменах» появилась головка обратной перемотки плёнки.
Выпуски фотоаппарата отличались написанием логотипа (в том числе и на латинице).

## Технические характеристики
- Объектив — «Триплет» Т-43 4/40 (три линзы в трёх компонентах), несменный, просветлённый. Угол поля зрения объектива — 55°. Диафрагма ирисовая.
- Доступные значения диафрагмы — от f/4 до f/16.
- Фотографический затвор — центральный, залинзовый, отрабатываемые выдержки — 1/15, 1/30, 1/60, 1/125, 1/250 и «В». Имеется автоспуск. Взвод затвора не сблокирован с перемоткой плёнки. Головка обратной перемотки плёнки.
- Видоискатель рамочный, параллаксный.
- Синхроконтакт «Х», выдержка синхронизации — любая.
- Тип применяемого фотоматериала — фотоплёнка типа 135 в кассетах. Размер кадра — 24×36 мм. Плёнка транспортируется из подающей кассеты в приёмную, обратная перемотка плёнки не обязательна.
- Автоспуск.
- Корпус — пластмассовый.

- Верхняя панель
- Нижняя панель
- Задняя стенка открыта
- Фотоаппарат и футляр